# 1999–2000-es szlovák labdarúgó-bajnokság (első osztály)
Az 1999–2000-es szlovák nemzeti labdarúgó-bajnokság első osztálya, tizenhat csapat részvételével rajtolt. Ez volt a hetedik bajnoki szezonja Szlovákiának. A bajnokságot, az AŠK Inter Slovnaft Bratislava nyerte. A bajnokság végén 7 csapat esett ki, mivel lecsökkentették a bajnokság létszámát a következő idényre 10 csapatra.

## A bajnokság végeredménye
| Helyezés | Csapat                        | M  | Gy | D  | V  | RG | KG | P  |                                                           |
| -------- | ----------------------------- | -- | -- | -- | -- | -- | -- | -- | --------------------------------------------------------- |
| 1.       | AŠK Inter Slovnaft Bratislava | 30 | 21 | 7  | 2  | 65 | 16 | 70 | 2000–2001-es UEFA-bajnokok ligája – Harmadik selejtezőkör |
| 2.       | 1. FC Košice                  | 30 | 19 | 4  | 7  | 57 | 31 | 61 | 2000–2001-es UEFA-kupa – Első kör                         |
| 3.       | ŠK Slovan Bratislava          | 30 | 16 | 9  | 5  | 52 | 18 | 57 | 2000–2001-es UEFA-kupa – Első kör                         |
| 4.       | FC Spartak Trnava             | 30 | 15 | 8  | 7  | 38 | 21 | 53 |                                                           |
| 5.       | FK Ozeta Dukla Trenčín        | 30 | 13 | 8  | 9  | 38 | 29 | 47 |                                                           |
| 6.       | 1. FC Tatran Prešov           | 30 | 14 | 5  | 11 | 38 | 42 | 47 |                                                           |
| 7.       | MŠK SCP Ružomberok            | 30 | 13 | 7  | 10 | 29 | 26 | 46 |                                                           |
| 8.       | MŠK Žilina                    | 30 | 12 | 5  | 13 | 39 | 37 | 41 |                                                           |
| 9.       | FC Artmedia Petržalka         | 30 | 11 | 6  | 13 | 43 | 48 | 39 |                                                           |
| 10.      | FK VTJ Koba Senec             | 30 | 9  | 10 | 11 | 33 | 36 | 37 | 2000–2001-es szlovák másodosztály                         |
| 11.      | ZTS Kerametal Dubnica         | 30 | 9  | 7  | 14 | 25 | 35 | 34 | 2000–2001-es szlovák másodosztály                         |
| 12.      | 1. HFC Humenné                | 30 | 10 | 7  | 13 | 31 | 43 | 34 | 2000–2001-es szlovák másodosztály                         |
| 13.      | FC Nitra                      | 30 | 8  | 4  | 18 | 24 | 44 | 28 | 2000–2001-es szlovák másodosztály                         |
| 14.      | FK DAC 1904 Dunajská Streda   | 30 | 6  | 9  | 15 | 24 | 42 | 27 | 2000–2001-es szlovák másodosztály                         |
| 15.      | FK Dukla Banská Bystrica      | 30 | 7  | 2  | 21 | 27 | 53 | 23 | 2000–2001-es szlovák másodosztály                         |
| 16.      | MFK Baník Prievidza           | 30 | 6  | 4  | 20 | 29 | 71 | 22 | 2000–2001-es szlovák másodosztály                         |

## Külső hivatkozások
- rsssf.com
- A bajnokság honlapja